# Boss Hoss

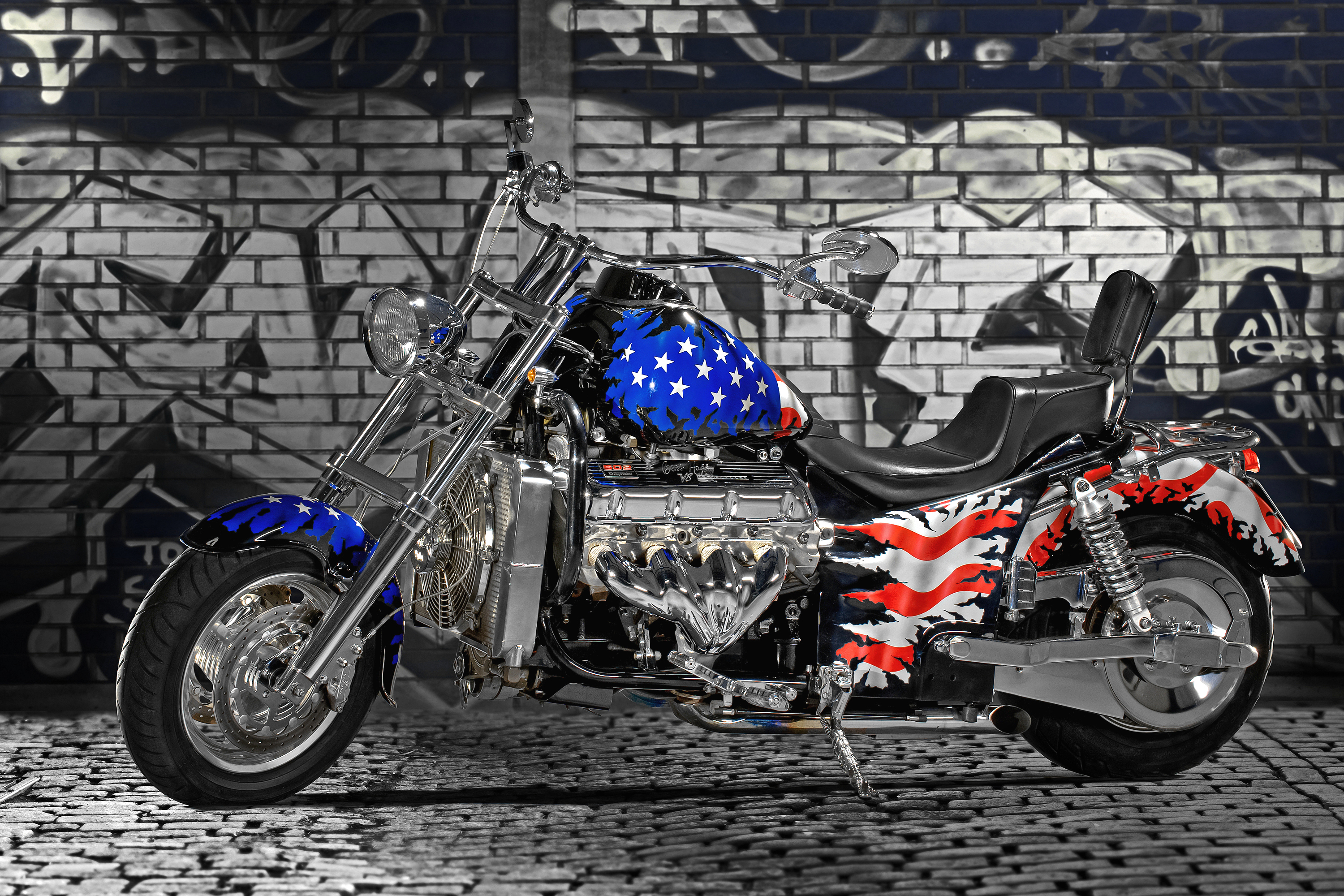
8,2 l Big Block

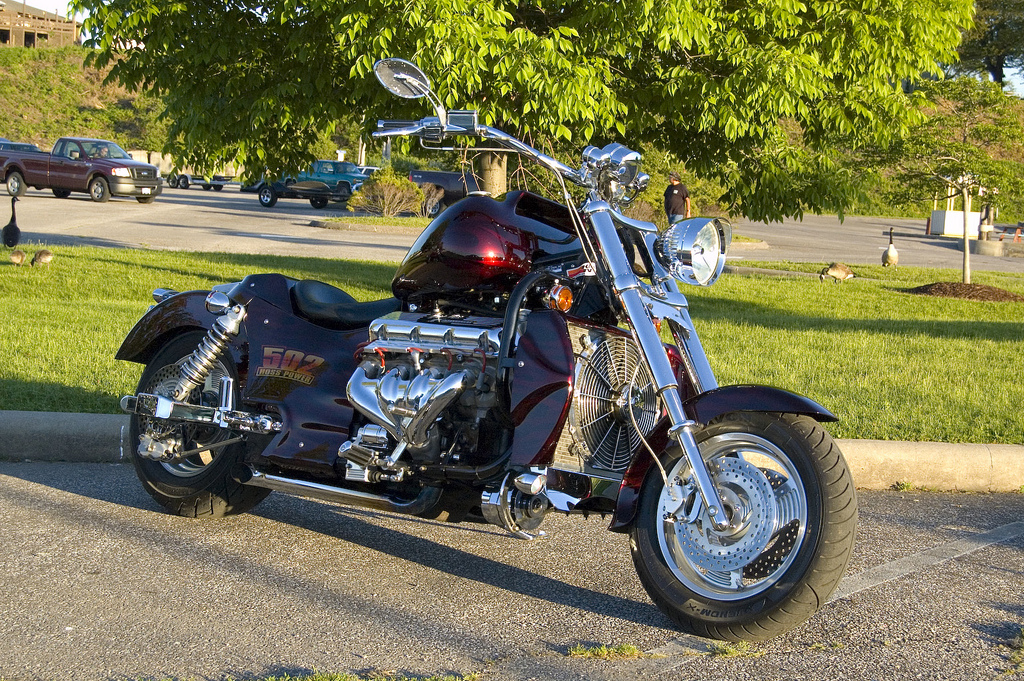
Boss Hoss

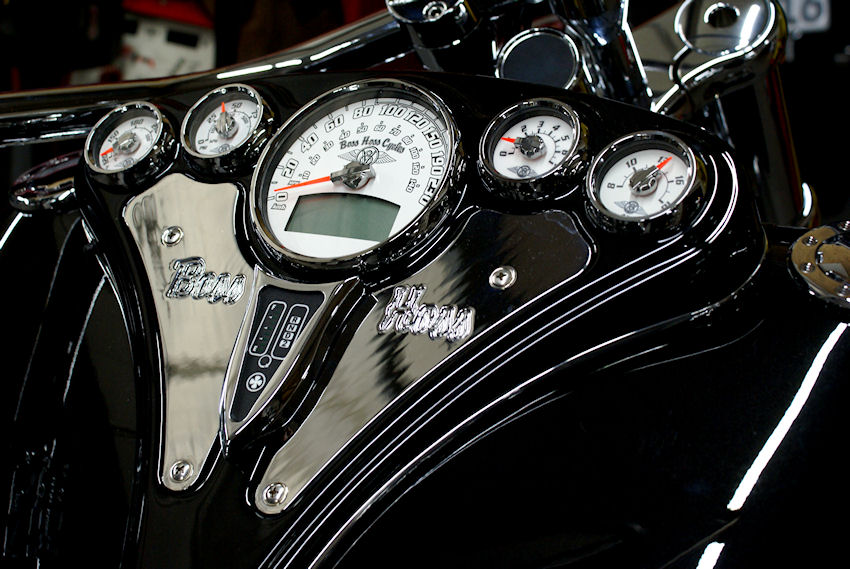
Boss-Hoss-Tank mit Armaturen

Boss Hoss ist ein Unternehmen in Dyersburg, im Bundesstaat Tennessee, USA.

## Geschichte
Der Hersteller von individuell gebauten Motorrädern  wurde 1990 von Monte Warne gegründet. Aus Monte Warnes kleinem Laden entstand eine große Fertigungsstätte, die heute Motorräder unter Verwendung von Chevrolet-Achtzylinder-PKW-Motoren auf einer Fläche von 770 m² in Serie fertigt.
Die ersten Maschinen trugen den Namen Boss Hog und wurden unter diesem auf diversen Bike-Shows vorgestellt. Da der Name H.O.G. in den USA von Harley-Davidson geschützt ist (Harley Owners Group), wurde gegen den Firmengründer, Monte Warne, eine Anordnung zur Umbenennung erwirkt. Der Name Boss Hog hatte sich aber schon herumgesprochen; um nicht allzu sehr davon abzuweichen, entschied man sich Mitte 1991 für Boss Hoss.

## Technik
Die Herstellung erfolgt größtenteils in Handarbeit, wobei nur V8-Motoren mit einem Hubraum zwischen 5,7 Liter und 8,2 Liter verbaut werden. Da ein solcher Motor schon alleine über 250 kg wiegt, ergibt sich ein Gesamtgewicht von zum Teil über 500 kg, was für ein Motorrad extrem schwer ist. Durch einen niedrig liegenden Schwerpunkt ist allerdings die Fahrbarkeit in der Praxis nicht dramatisch anders als bei jedem anderen schweren Cruiser-Motorrad.
Der Motor ist über einen Drehmomentwandler mit einem halbautomatischen Ein-Gang-Getriebe mit Overdrive und einem Rückwärtsgang verbunden.

## Preis
In Deutschland liegen die Preise zwischen 45.800 € (5700 cm³) und 75.500 € (8200 cm³).